# Johana Ximena Aranda
Johana Ximena Aranda Rivera (Ibagué, Tolima, 16 de abril de 1977) es una política y bacterióloga colombiana, graduada de la Universidad Católica de Manizales, con especializaciones en gestión de la calidad y en gerencia y servicio de la salud de la Universidad Politécnica de Valencia. Es la actual alcaldesa de Ibagué desde el 1 de enero de 2024. 
Trabajó en la Empresa Ibaguereña de Acueducto y Alcantarillado IBAL por dos décadas en cargos como la Dirección de Control de Calidad y fue designada como Secretaria de Salud por el alcalde Andrés Fabián Hurtado, pero renunciaría para iniciar su campaña a la alcaldía de la ciudad de Ibagué. 
Tuvo un breve periodo como alcaldesa encargada de Ibagué luego de la suspensión del alcalde Hurtado por participar en política.
Renunciaría a su cargo en la Secretaría de Salud para iniciar su campaña política a la alcaldía de Ibagué y sería elegida en las elecciones locales de Ibagué de 2023. Al terminar los escrutinios sería designada como Alcaldesa para el periodo 2024-2027.

## Biografía
Aranda nació en Ibagué y es hija de Dionisio Aranda y Marina Rivera, dos docentes de la vereda Pastales, zona rural del municipio. En su infancia pasó por Institución Educativa Liceo Nacional donde culminó su bachillerato.Viajó a la ciudad de Manizales donde estudió bacteriología en la Universidad Católica de Manizales. 
Aranda padeció de cáncer de útero cuando estaba embarazada de su hija Isabella. 
En el año 2000, por influencias de Carlos Edward Osorio y el exalcalde Jorge Tulio Rodríguez entró al IBAL, donde iniciaría su trayecto laboral de dos décadas.

## Alcaldía de Ibagué
La coalición "Ibagué Para Todos" conformada por el aval principal del partido Centro Democrático, además del Partido de la U, Cambio Radical, Partido ADA, Colombia Justa Libres, Creemos y Partido MIRA validó la candidatura de Aranda. Su candidatura estuvo oscilando por una supuesta doble militancia y una denuncia para revocarla fue admitida en el Consejo Nacional Electoral por no renunciar a tiempo al Partido Conservador, sin embargo el mismo CNE falló a favor de Aranda ya que al momento de inscribirse las fechas no concordaban para que se aplicara su doble militancia y no había suficientes justificaciones para seguir adelante con la revocatoria.
En las elecciones del 29 de octubre de 2023 en Ibagué Johana Aranda gana la contienda con 74 889 votos en el preconteo. Así mismo el 15 de noviembre de 2023 se acredita como alcaldesa electa de Ibagué luego de dar por finalizados los escrutinios y obtendría 74 941 votos en total.